# Ермаковское сельское поселение (Тобольский район)
Ермаковское се́льское поселе́ние — муниципальное образование в Тобольском районе Тюменской области Российской Федерации.
Административный центр — село Ермаково.

## История
Статус и границы сельского поселения установлены законом Тюменской области от 5 ноября 2004 года № 263 «Об установлении границ муниципальных образований Тюменской области и наделении их статусом муниципального района, городского округа и сельского поселения».

## Население
| 2010 | 2011 | 2012 | 2013 | 2014 | 2015 | 2016 |
| ---- | ---- | ---- | ---- | ---- | ---- | ---- |
| 562  | →562 | ↘541 | ↘537 | ↘528 | ↗540 | ↘532 |
| 2017 | 2018 | 2019 | 2020 | 2021 |      |      |
| ↘525 | ↘521 | ↘519 | ↘510 | ↗544 |      |      |

## Состав сельского поселения
| № | Населённый пункт | Тип населённого пункта       | Население |
| - | ---------------- | ---------------------------- | --------- |
| 1 | Ермаково         | село, административный центр | 231       |
| 2 | Подрезова        | деревня                      | 289       |
| 3 | Подъёмка         | село                         | 14        |
| 4 | Суклём           | деревня                      | 15        |
| 5 | Эртигарка        | деревня                      | 13        |